# Radiell symmetri

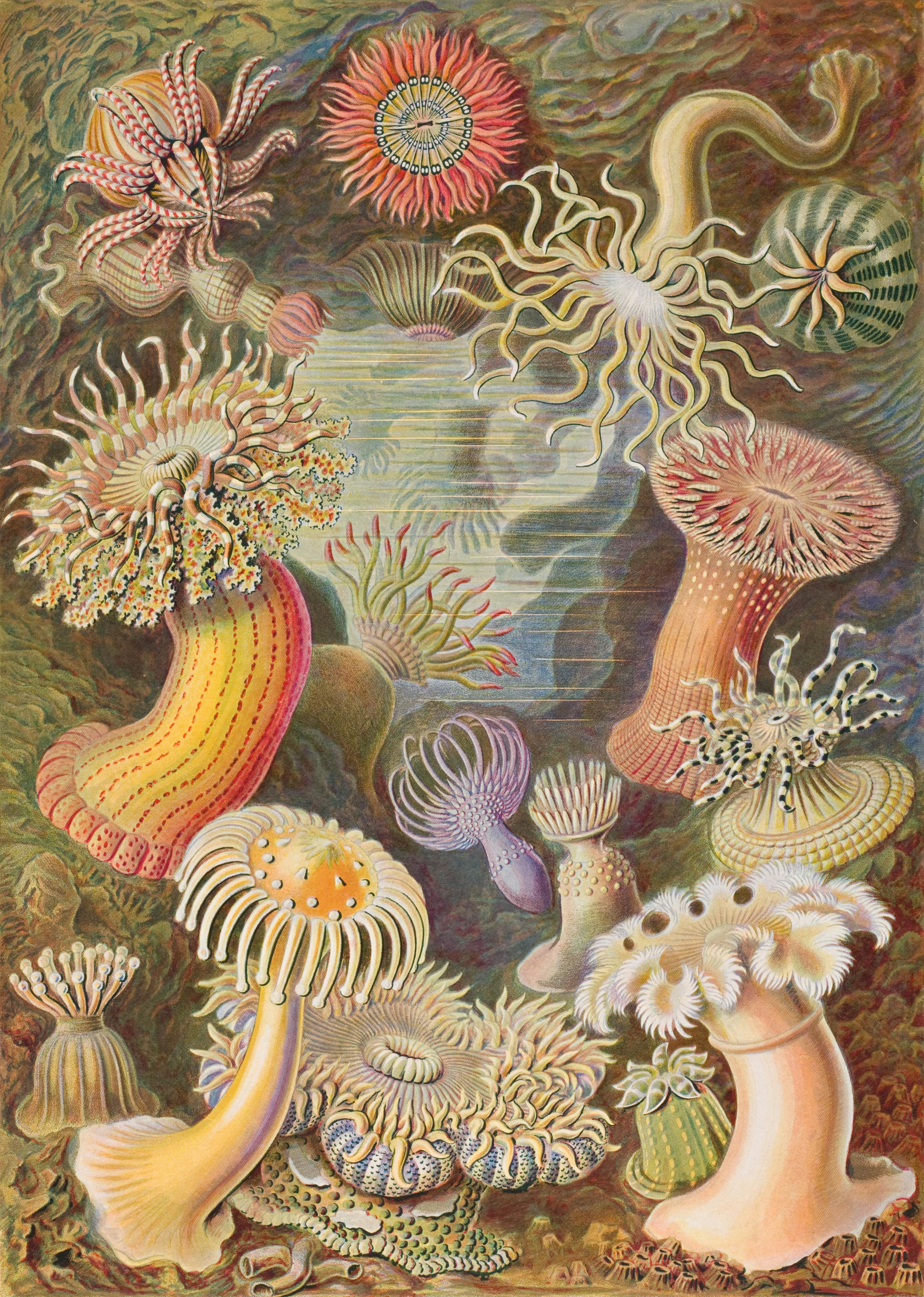
Dessa sjöanemoner påvisar radiell symmetri. Bild från Ernst Haeckels Kunstformen der Natur.

Radiell symmetri är en typ av symmetri som är vanlig bland organismer. Exempel på livsformer med radiell symmetri är bland annat anemoner, sjöstjärnor och maneter. Även många växter är radiellt symmetriska.